# GÍ Gøta
A GÍ Gøta egy egykori feröeri elsőosztályú labdarúgóklub Norðragøtában. A klubot 1926-ban alapították. Színei a sárga és a kék. Meccseiket a 2000 fő befogadására képes Serpugerði Stadionban játszották.
2007 végén a csapat egyesült a szomszédos LÍF Leirvík csapatával. Az új, egyesült klubhoz brazil edzőt szerződtettek Edson „Dido” Silva személyében, és először ideiglenesen GÍ/LÍF néven játszottak. Végül a Víkingur Gøta nevet választották.

## Eredmények
- Feröeri bajnok: (6)

1983, 1986, 1993, 1994, 1995, 1996
- Feröeri kupagyőztes: (6)

1983, 1985, 1996, 1997, 2000, 2005

### Korábbi játékosok
- Turi Géza (2006–2007)

## Európai kupaszereplés
| Kupasorozat                 | Meccsek | Gy | D | V  | GR | GK |
| --------------------------- | ------- | -- | - | -- | -- | -- |
| UEFA-bajnokok ligája        | 2       | -  | - | 2  | -  | 11 |
| UEFA-kupa                   | 14      | -  | 2 | 12 | 8  | 32 |
| Kupagyőztesek Európa-kupája | 2       | -  | - | 2  | 1  | 10 |
| Intertotó-kupa              | 4       | 1  | - | 3  | 2  | 8  |

Legutóbbi kupaszereplésük a 2006/2007-es UEFA-kupa szezonban volt, ahol az első körben kiestek az FK Ventspils csapata ellen 4-1-es összesítéssel.

### Külső hivatkozások
- Hivatalos honlap (Internet Archívum) (feröeri)